# فسطاط‌العداله
فسطاط‌العداله فی قواعدالسلطنه کتابی است نوشتهٔ محمد بن محمد بن محمود خطیب از قرن هفتم هجری.
به گفتهٔ عثمان توران که این کتاب را بررسی کرده و مقالهٔ مفصلی در بارهٔ آن نوشته است : «محمد بن محمد بن محمود خطیب در تألیف خود، سیاست‌نامهٔ خواجه نظام‌الملک را مورد تقلید قرار داده و حتی نیمهٔ اول کتاب مأخوذ از سیاست‌نامه است». با این‌همه نکات تازه‌ای در همان بخش کتاب هم دیده می‌شود. نیمهٔ دوم کتاب، که در نسخه جابجا شده و در اول نسخه قرار گرفته، در بارهٔ ظهور باطنیان در دیار روم است و می‌گوید از سال ۶۱۱ پدید آمدند. این قسمت به چهار باب تقسیم شده که سه باب آن در بارهٔ باطنیان قرون گذشته است که آن هم از کتاب‌های دیگر گرفته شده و باب چهارم آن دربارهٔ باطنیان روم در عصر مؤلف شیرین‌ترین و سودمندترین قسمت کتاب است.
فسطاط العداله بر اساس نسخۀ دیجیتال منحصر به فرد از کتابخانۀ ملّی فرانسه که چند سال پیش در وب سایت آن کتابخانه در دسترسی آزاد قرار گرفته است، همراه با ترجمۀ مشروح روسی‌اش و اصل فارسی‌اش توسّط ناشر "صدرا" در مسکو چاپ شده است. 